# Eslovênia nos Jogos Olímpicos de Verão de 1992
Eslovênia participou dos Jogos Olímpicos de Verão de 1992, realizados em Barcelona, na Espanha. 
Foi a primeira aparição do país nos Jogos Olímpicos após se separar da Iugoslávia no ano anterior. Um total de 35 atletas compuseram a delegação, sendo 29 homens e seis mulheres, que competiram em 12 esportes e conquistaram duas medalhas de bronze no remo.

## Competidores
Esta foi a participação por modalidade nesta edição:
| Esporte       | Masculino | Feminino | Total |
| ------------- | --------- | -------- | ----- |
| Atletismo     | 2         | 2        | 4     |
| Canoagem      | 6         | 0        | 6     |
| Ciclismo      | 1         | 0        | 1     |
| Ginástica     | 1         | 0        | 1     |
| Judô          | 2         | 0        | 2     |
| Natação       | 4         | 1        | 5     |
| Remo          | 6         | 0        | 6     |
| Tênis         | 2         | 2        | 4     |
| Tênis de mesa | 0         | 1        | 1     |
| Tiro          | 1         | 0        | 1     |
| Tiro com arco | 1         | 0        | 1     |
| Vela          | 3         | 0        | 3     |
| Total         | 29        | 6        | 35    |

## Medalhas
| Atleta                                                | Esporte | Evento               | Medalha |
| ----------------------------------------------------- | ------- | -------------------- | ------- |
| Iztok Čop Denis Žvegelj                               | Remo    | Dois sem masculino   | Bronze  |
| Jani Klemenčič Sašo Mirjanič Milan Janša Sadik Mujkič | Remo    | Quatro sem masculino | Bronze  |

## Desempenho

### Atletismo
Masculino
Eventos de pista
| Atleta       | Evento   | Final   | Final | Ref.  |
| Atleta       | Evento   | Tempo   | Pos.  | Ref.  |
| ------------ | -------- | ------- | ----- | ----- |
| Mirko Vindiš | Maratona | 2:21:03 | 40º   | [ 4 ] |

Eventos de campo
| Atleta      | Evento             | Eliminatórias | Eliminatórias | Final | Final | Ref.  |
| Atleta      | Evento             | Marca         | Pos.          | Marca | Pos.  | Ref.  |
| ----------- | ------------------ | ------------- | ------------- | ----- | ----- | ----- |
| Borut Bilač | Salto em distância | 8.00 q        | 10º           | 7.76  | 9º    | [ 5 ] |

Feminino
Eventos de pista
| Atleta          | Evento            | Eliminatórias | Eliminatórias | Quartas de final | Quartas de final | Semifinal | Semifinal | Final       | Final       | Ref.  |
| Atleta          | Evento            | Tempo         | Pos.          | Tempo            | Pos.             | Tempo     | Pos.      | Tempo       | Pos.        | Ref.  |
| --------------- | ----------------- | ------------- | ------------- | ---------------- | ---------------- | --------- | --------- | ----------- | ----------- | ----- |
| Brigita Bukovec | 100 m c/barreiras | 13.45 Q       | 4º/bat. 1     | 13.28 q          | 5º/bat. 1        | 13.68     | 9º/bat. 1 | Não avançou | Não avançou | [ 6 ] |

Eventos de campo
| Atleta       | Evento          | Eliminatórias | Eliminatórias | Final | Final | Ref.  |
| Atleta       | Evento          | Marca         | Pos.          | Marca | Pos.  | Ref.  |
| ------------ | --------------- | ------------- | ------------- | ----- | ----- | ----- |
| Britta Bilač | Salto em altura | 1.92 Q        | 14º           | 1.83  | 15º   | [ 7 ] |

### Canoagem slalom
Masculino
| Atleta          | Evento | Preliminares | Preliminares | Preliminares | Preliminares | Final  | Final | Ref.  |
| Atleta          | Evento | Descida 1    | Pos.         | Descida 1    | Pos.         | Melhor | Pos.  | Ref.  |
| --------------- | ------ | ------------ | ------------ | ------------ | ------------ | ------ | ----- | ----- |
| Borut Javornik  | C-1    | 134.78       | 18º          | 123.94       | 13º          | 123.94 | 16º   | [ 8 ] |
| Jože Vidmar     | C-1    | 122.26       | 7º           | 124.57       | 14º          | 122.26 | 14º   | [ 8 ] |
| Boštjan Žitnik  | C-1    | 137.72       | 20º          | 121.09       | 8º           | 121.09 | 10º   | [ 8 ] |
| Albin Čižman    | K-1    | 112.12       | 8º           | 110.73       | 5º           | 110.73 | 9º    | [ 9 ] |
| Janez Skok      | K-1    | 112.00       | 7º           | 111.52       | 6º           | 111.52 | 10º   | [ 9 ] |
| Marjan Štrukelj | K-1    | 110.11       | 3º           | 131.75       | 31º          | 110.11 | 6º    | [ 9 ] |

### Ciclismo de estrada
Masculino
| Atleta       | Evento             | Tempo   | Pos. | Ref.   |
| ------------ | ------------------ | ------- | ---- | ------ |
| Valter Bonča | Corrida individual | 4:35:56 | 63º  | [ 10 ] |

### Ginástica artística
Masculino
| Atleta      | Evento           | Qualificatórias | Qualificatórias | Qualificatórias | Qualificatórias | Qualificatórias | Qualificatórias | Qualificatórias | Qualificatórias | Final       | Final       | Final       | Final       | Final       | Final       | Final       | Final       | Ref.   |
| Atleta      | Evento           | Aparelhos       | Aparelhos       | Aparelhos       | Aparelhos       | Aparelhos       | Aparelhos       | Total           | Pos.            | Aparelhos   | Aparelhos   | Aparelhos   | Aparelhos   | Aparelhos   | Aparelhos   | Total       | Pos.        | Ref.   |
| Atleta      | Evento           | F               | PH              | R               | V               | PB              | HB              | Total           | Pos.            | F           | PH          | R           | V           | PB          | HB          | Total       | Pos.        | Ref.   |
| ----------- | ---------------- | --------------- | --------------- | --------------- | --------------- | --------------- | --------------- | --------------- | --------------- | ----------- | ----------- | ----------- | ----------- | ----------- | ----------- | ----------- | ----------- | ------ |
| Jože Kolman | Individual geral | 18.275          | 18.575          | 18.400          | 18.700          | 18.650          | 18.275          | 110.875         | 80º             | Não avançou | Não avançou | Não avançou | Não avançou | Não avançou | Não avançou | Não avançou | Não avançou | [ 11 ] |

### Judô
Masculino
| Atleta       | Evento | Fase de 64           | Fase de 32                        | Oitavas de final                | Quartas de final     | Semifinal            | Repescagem 1–4              | Final                | Final       | Ref.   |
| Atleta       | Evento | Adversário Resultado | Adversário Resultado              | Adversário Resultado            | Adversário Resultado | Adversário Resultado | Adversário Resultado        | Adversário Resultado | Pos.        | Ref.   |
| ------------ | ------ | -------------------- | --------------------------------- | ------------------------------- | -------------------- | -------------------- | --------------------------- | -------------------- | ----------- | ------ |
| Štefan Cuk   | −65 kg | —                    | IRL Ward V Yusei-gachi            | CUB Hernández D Ippon/Uchi-mata | Não avançou          | Não avançou          | ROM Pop D Waza-ari/Ura-nage | Não avançou          | Não avançou | [ 12 ] |
| Filip Leščak | −86 kg | —                    | NED Spijkers D Ippon/Ko-uchi-gari | Não avançou                     | Não avançou          | Não avançou          | Não avançou                 | Não avançou          | Não avançou | [ 13 ] |

### Natação
Masculino
| Atleta        | Evento          | Eliminatórias | Eliminatórias | Final       | Final       | Ref.   |
| Atleta        | Evento          | Tempo         | Pos.          | Tempo       | Pos.        | Ref.   |
| ------------- | --------------- | ------------- | ------------- | ----------- | ----------- | ------ |
| Jure Bučar    | 200 m livre     | 1:53.19       | 29º           | Não avançou | Não avançou | [ 14 ] |
| Jure Bučar    | 400 m livre     | 3:55.28 qB    | 16º           | 3:56.93     | 16º         | [ 15 ] |
| Nace Majcen   | 200 m livre     | 1:54.57       | 35º           | Não avançou | Não avançou | [ 14 ] |
| Nace Majcen   | 400 m livre     | 4:00.42       | 31º           | Não avançou | Não avançou | [ 15 ] |
| Igor Majcen   | 1500 m livre    | 15:16.85 Q    | 6º            | 15:19.12    | 6º          | [ 16 ] |
| Matjaž Kozelj | 100 m borboleta | 56.65         | 42º           | Não avançou | Não avançou | [ 17 ] |
| Matjaž Kozelj | 200 m borboleta | 2:01.39       | 19º           | Não avançou | Não avançou | [ 18 ] |

Feminino
| Atleta       | Evento       | Eliminatórias | Eliminatórias | Final       | Final       | Ref.   |
| Atleta       | Evento       | Tempo         | Pos.          | Tempo       | Pos.        | Ref.   |
| ------------ | ------------ | ------------- | ------------- | ----------- | ----------- | ------ |
| Tanja Godina | 100 m costas | 1:06.97       | 41º           | Não avançou | Não avançou | [ 19 ] |
| Tanja Godina | 200 m costas | 2:25.31       | 41º           | Não avançou | Não avançou | [ 20 ] |

### Remo
Masculino
| Atleta                                                 | Evento     | Eliminatórias | Eliminatórias | Repescagem | Repescagem | Semifinal | Semifinal | Final   | Final             | Ref.   |
| Atleta                                                 | Evento     | Tempo         | Pos.          | Tempo      | Pos.       | Tempo     | Pos.      | Tempo   | Pos.              | Ref.   |
| ------------------------------------------------------ | ---------- | ------------- | ------------- | ---------- | ---------- | --------- | --------- | ------- | ----------------- | ------ |
| Iztok Čop Denis Žvegelj                                | Dois sem   | 6:37.11       | 2º R          | 6:46.71    | 1º Q       | 6:34.48   | 3º FA     | 6:33.43 | Medalha de bronze | [ 21 ] |
| Milan Janša Sadik Mujkič Sašo Mirjanič Janez Klemenčič | Quatro sem | 6:04.91       | 3º Q          | —          | —          | 5:59.52   | 2 FA      | 5:58.24 | Medalha de bronze | [ 22 ] |

### Tênis
Masculino
| Atleta                  | Evento | Fase de 32                        | Oitavas de final     | Quartas de final     | Semifinal            | Final                | Final       | Ref.   |
| Atleta                  | Evento | Adversário Resultado              | Adversário Resultado | Adversário Resultado | Adversário Resultado | Adversário Resultado | Pos.        | Ref.   |
| ----------------------- | ------ | --------------------------------- | -------------------- | -------------------- | -------------------- | -------------------- | ----------- | ------ |
| Iztok Božič Blaž Trupej | Duplas | IND Krishnan/Paes D 3–6, 2–6, 2–6 | Não avançou          | Não avançou          | Não avançou          | Não avançou          | Não avançou | [ 23 ] |

Feminino
| Atleta                   | Evento | Fase de 32                             | Oitavas de final     | Quartas de final     | Semifinal            | Final                | Final       | Ref.   |
| Atleta                   | Evento | Adversário Resultado                   | Adversário Resultado | Adversário Resultado | Adversário Resultado | Adversário Resultado | Pos.        | Ref.   |
| ------------------------ | ------ | -------------------------------------- | -------------------- | -------------------- | -------------------- | -------------------- | ----------- | ------ |
| Tina Križan Karin Lušnic | Duplas | SUI Maleeva-Fragnière/Zardo D 2–6, 2–6 | Não avançou          | Não avançou          | Não avançou          | Não avançou          | Não avançou | [ 24 ] |

### Tênis de mesa
Feminino
| Atleta        | Evento     | Fase de grupos       | Fase de grupos       | Fase de grupos       | Fase de grupos | Oitavas de final     | Quartas de final     | Semifinal            | Final                | Final       | Ref.   |
| Atleta        | Evento     | Adversário Resultado | Adversário Resultado | Adversário Resultado | Pos.           | Adversário Resultado | Adversário Resultado | Adversário Resultado | Adversário Resultado | Pos.        | Ref.   |
| ------------- | ---------- | -------------------- | -------------------- | -------------------- | -------------- | -------------------- | -------------------- | -------------------- | -------------------- | ----------- | ------ |
| Polona Frelih | Individual | KOR Hyun J-h D 0–2   | SWE Erlman D 0–2     | TUN Ben Aïssa V 2–0  | 3º             | Não avançou          | Não avançou          | Não avançou          | Não avançou          | Não avançou | [ 25 ] |

### Tiro
Masculino
| Atleta          | Evento                   | Eliminatórias | Eliminatórias | Final       | Final       | Ref.   |
| Atleta          | Evento                   | Pontos        | Pos.          | Pontos      | Pos.        | Ref.   |
| --------------- | ------------------------ | ------------- | ------------- | ----------- | ----------- | ------ |
| Rajmond Debevec | Carabina de ar 10 m      | 589           | 9º            | Não avançou | Não avançou | [ 26 ] |
| Rajmond Debevec | Carabina 3 posições 50 m | 1167 Q        | 6º            | 1262,6      | 6º          | [ 27 ] |
| Rajmond Debevec | Carabina deitado 50 m    | 594           | =18º          | Não avançou | Não avançou | [ 28 ] |

### Tiro com arco
Masculino
| Atleta      | Evento     | Ranqueamento | Ranqueamento | Fase de 32           | Oitavas de final     | Quartas de final     | Semifinal            | Final                | Final       | Ref.   |
| Atleta      | Evento     | Total        | Pos.         | Adversário Resultado | Adversário Resultado | Adversário Resultado | Adversário Resultado | Adversário Resultado | Pos.        | Ref.   |
| ----------- | ---------- | ------------ | ------------ | -------------------- | -------------------- | -------------------- | -------------------- | -------------------- | ----------- | ------ |
| Samo Medved | Individual | 1266         | 33º          | Não avançou          | Não avançou          | Não avançou          | Não avançou          | Não avançou          | Não avançou | [ 29 ] |

### Vela
Masculino
| Atleta                    | Evento          | Regatas | Regatas | Regatas | Regatas | Regatas | Regatas | Regatas | Regatas | Regatas | Regatas | Pontos | Pos. | Ref.   |
| Atleta                    | Evento          | 1       | 2       | 3       | 4       | 5       | 6       | 7       | 8       | 9       | 10      | Pontos | Pos. | Ref.   |
| ------------------------- | --------------- | ------- | ------- | ------- | ------- | ------- | ------- | ------- | ------- | ------- | ------- | ------ | ---- | ------ |
| Stojan Vidakovič          | Lechner A-390   | 9       | 7       | 17      | 9       | 28      | 18      | 14      | 5       | 8       | 11      | 151    | 11º  | [ 30 ] |
| Goran Šošić Mitja Kosmina | Flying Dutchman | 14      | 20      | 21      | 17      | 3       | 20      | 1       | —       | —       | —       | 100,7  | 12º  | [ 31 ] |

Legenda
| Recorde mundial      | Recorde mundial (World record)               |                       | Recorde africano                      | Recorde africano (African) |                                           | Q | Classificado por posição (Qualified) |
| Recorde olímpico     | Recorde olímpico (Olympic record)            | Recorde da América    | Recorde da América (Americas)         | q                          | Classificado por melhor tempo (Qualified) |   |                                      |
| Melhor marca do ano  | Melhor marca do ano (World leading)          | Recorde asiático      | Recorde asiático (Asian)              | DNS                        | Não largou (Did not start)                |   |                                      |
| Recorde nacional     | Recorde nacional (National record)           | Recorde europeu       | Recorde europeu (European)            | DNF                        | Não terminou (Did not finish)             |   |                                      |
| Recorde pessoal      | Recorde pessoal do atleta (Personal best)    | Recorde da Oceania    | Recorde da Oceania (Oceania)          | DSQ / DQ                   | Desclassificado (Disqualified)            |   |                                      |
| Recorde da temporada | Recorde da temporada do atleta (Season best) | Recorde sul-americano | Recorde sul-americano (South America) | NM                         | Sem marca (No mark)                       |   |                                      |

### Remo
| S | Classificado(a) para as semifinais |    |                        | FA | Final A (disputa de medalhas) |  |  | FD | Final D (sem medalhas) |
| Q | Classificado(a) para as quartas    | FB | Final B (sem medalhas) | FE | Final E (sem medalhas)        |  |  |    |                        |
| R | Classificado(a) para a repescagem  | FC | Final C (sem medalhas) | FF | Final F (sem medalhas)        |  |  |    |                        |

### Vela
| M   | Regata da Medalha da qual só participam os dez primeiros colocados das regatas anteriores  |  |  | CAN | Regata cancelada |
| BFD | Desclassificado por bandeira preta (Black Flag Disqualified)                               |  |  |     |                  |
| UFD | Desclassificado por bandeira "U" (U Flag Disqualified)                                     |  |  |     |                  |
| OCS | Largada queimada (On the Course Side of the starting line)                                 |  |  |     |                  |
| DNE | Desclassificação sem eliminação (infração a um item do regulamento da prova – Did Not End) |  |  |     |                  |